# ダイアン・ディクソン
ダイアン・ディクソン (Diane Lynn Dixon、1964年9月23日- )は、アメリカ合衆国ニューヨークブルックリン出身の陸上競技選手。1988年ソウルオリンピックの銀メダリストである。

## 経歴
ディクソンは、1987年ローマで開催された世界選手権の400mと4×400mRに出場。400mでは7位に終わるが、4×400mRでは銅メダルを獲得。その翌年のソウルオリンピックでも、400mと4×400mRに出場。400mは5位に終わったものの、4×400mRには、ハワードのほかディニアン・ハワード、バレリー・ブリスコ・フックス、フローレンス・ジョイナーとともに出場し、ソ連に次いで銀メダルを獲得した。
ディクソンは、1991年の世界選手権でも400m、4×400mRに出場し、400mは8位、4×400mRでは銀メダルを獲得した。

## 主な実績
| 年   | 大会                       | 場所                   | 種目    | 結果 | 記録      |
| ---- | -------------------------- | ---------------------- | ------- | ---- | --------- |
| 1985 | 世界室内陸上               | パリ(フランス)         | 400m    | 1位  | 53秒35    |
| 1987 | 世界陸上競技選手権大会     | ローマ(イタリア)       | 400m    | 7位  | 51秒13    |
| 1987 | 世界陸上競技選手権大会     | ローマ(イタリア)       | 4×400mR | 3位  | 3分21秒04 |
| 1988 | オリンピック               | ソウル(韓国)           | 400m    | 5位  | 50秒72    |
| 1988 | オリンピック               | ソウル(韓国)           | 4×400mR | 2位  | 3分15秒51 |
| 1989 | 世界室内陸上競技選手権大会 | ブダペスト(ハンガリー) | 400m    | 2位  | 51秒77    |
| 1991 | 世界室内陸上競技選手権大会 | セビリア(スペイン)     | 400m    | 1位  | 50秒64    |
| 1991 | 世界陸上競技選手権大会     | 東京(日本)             | 400m    | 8位  | 51秒73    |
| 1991 | 世界陸上競技選手権大会     | 東京(日本)             | 4×400mR | 2位  | 3分20秒15 |